# Trzmielojad czubaty
Trzmielojad czubaty (Pernis ptilorhynchus) – gatunek dużego ptaka drapieżnego z rodziny jastrzębiowatych (Accipitridae). Występuje w Azji, w pasie od środkowej Syberii do Japonii oraz w Azji Południowej i Południowo-Wschodniej. Południowe populacje są osiadłe, podczas gdy północne (podgatunek P. p. orientalis) lato spędzają na północy, a zimują w Azji Południowo-Wschodniej.

## Morfologia
Długość ciała 52–68 cm, rozpiętość skrzydeł 115–155 cm; masa ciała: samce 750–1280 g, samice 950–1490 g.
Posiada długą szyję, stosunkowo niewielką głowę, długi ogon oraz płaskie skrzydła. W przeciwieństwie do większości innych gatunków drapieżnych ptaków, występują różnice pomiędzy wyglądem samicy i samca. Samiec posiada bowiem szaro-niebieską głowę, podczas gdy głowa samicy ma odcień brązowy. Pozostała część ciała ma barwę brązową u przedstawicieli obu płci.

## Podgatunki
Wyróżniono następujące podgatunki P. ptilorhynchus:
- trzmielojad wielki (P. p. orientalis) Taczanowski, 1891 – południowa Syberia do północno-wschodnich Chin, Japonia. Zimuje w Azji Południowo-Wschodniej na południe po Wielkie i Małe Wyspy Sundajskie, Filipiny i Wyspy Sangihe, w niewielkiej liczbie także dalej na zachód.
- trzmielojad rdzawogrzbiety (P. p. ruficollis) Lesson, 1830 – Indie i Sri Lanka do Mjanmy, Wietnamu i południowo-zachodnich Chin
- trzmielojad obrożny (P. p. torquatus) Lesson, 1830 – Półwysep Malajski, Sumatra, Borneo
- trzmielojad czubaty (P. p. ptilorhynchus) (Temminck, 1821) – Jawa
- trzmielojad brunatny P. p. palawanensis) Stresemann, 1940 – Palawan, Calauit (zachodnie Filipiny)
- trzmielojad wielkodzioby (P. p. philippensis) Mayr, 1939 – północne i wschodnie Filipiny

## Ekologia i zachowanie
Preferuje środowisko leśne. Żywi się głównie owadami, w szczególności larwami. Zjada też miód pszczół i os.
Gniazdo z patyków umieszcza na wysokim drzewie. W zniesieniu 1–2 jaja, które są białe z jaskrawym czerwono-brązowym plamkowaniem.

## Status
Międzynarodowa Unia Ochrony Przyrody (IUCN) uznaje trzmielojada czubatego za gatunek najmniejszej troski (LC – least concern) nieprzerwanie od 1988 roku. Trend liczebności populacji uznaje się za stabilny.